# 水准测量
水准测量是一种使用水准仪和水准尺测量地面点高程的方法，因其操作方法简单、易于操作，且精度可靠，所以是目前测定地面点高程的主要方法之一。

## 原理
水准测量的基本原理是测定两点间的高差，从而根据已知点高程而推算出未知点的高程。求两点高差的方法如下图所示：

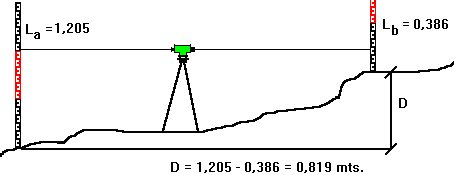
后尺读数 m，前尺读数 m
高差 D = - = 0.819 m

如果知道后视点的高程 {\displaystyle H_{a}} ，则前视点的高程即为 {\displaystyle H_{b}} = {\displaystyle H_{a}} + D 。这种计算高程的方法称为高差法。如果已知仪器高程（视线高程） {\displaystyle H_{i}} ，可直接求得要求的前视点高程 {\displaystyle H_{b}} = {\displaystyle H_{i}} ± {\displaystyle L_{b}} ，此法称为视线高法，常用于建筑工程施工中。

## 方法

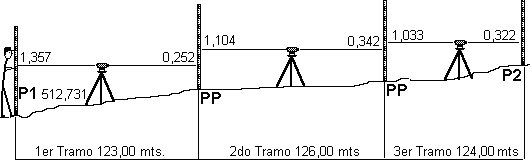
P1与P2点之间的高差即为3个测站所测得的高差之和。

如果已知点与未知点的距离较远或高差较大时，仅安置一次仪器便不能测得它们的高差，这时需要加设若干个临时的立尺点，作为传递高程的过渡点，称为转点。每安置一次仪器，称为一个测站，每个测站所测的高差之和，即为待测两点的高差。

## 仪器
水准测量的仪器主要是水准仪和水准尺，根据水准测量精度的要求需选择相应精度的水准仪和相应的水准尺。
- 微倾式光学水准仪
- 带光学测微器水准仪
- 自动安平水准仪
- 电子水准仪
- 电子水准仪使用的铟瓦水准尺
- 尺垫与水准尺

## 误差
水准测量的误差主要来自以下三种：
- 仪器误差：视準轴与水准器轴不平行的误差、水准标尺每米真长误差和两根水准标尺零点差等；
- 外界因素：温度变化对i角（视準轴与水准器轴在竖直面上投影的夹角）、大气垂直折光影响、仪器脚架和尺台（桩）升降的影响等；
- 观测误差：测量员整平误差、照準误差和读数误差，数字水准仪的调焦误差。

水准测量的误差无法完全避免，但是可以在测量作业时采取一定措施来减少误差的影响。比如观测时用伞遮挡仪器，尽量使前、后视的距离相等或视距累计差规定一个限值，可以降低i角误差和调焦误差；在一测段中使测站数为偶数可以消除水准尺零点差；采用“后-前-前-后”的观测顺序可以减少仪器下沉的影响；进行往返观测，取高差平均值可以减少水准尺下沉的影响等。